# Binario ferroviario

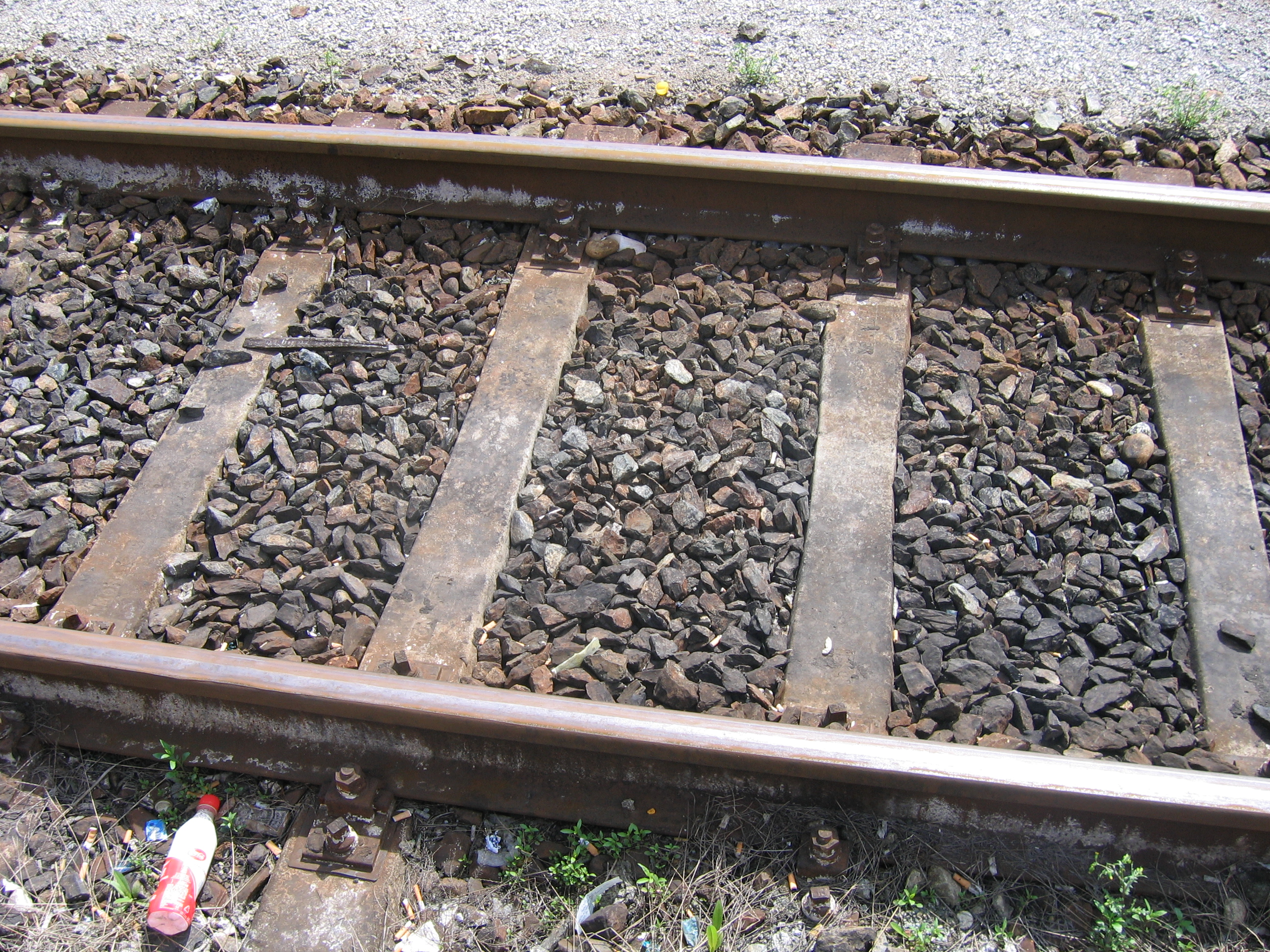

Il binario ferroviario è l'infrastruttura alla base di una linea ferroviaria o tranviaria; è una struttura composta da due guide o rotaie su cui transitano treni o tram; le rotaie sono profilati metallici in acciaio montati su una struttura in legno o cemento armato detta traversa per mezzo di sistemi di fissaggio (questo sistema nel suo insieme viene detto armamento); l'armamento poggia sulla massicciata o ballast che funge da fondazione ed è costituito da uno strato di materiali come ghiaia o pietrisco e ha la funzione di sorreggere l'armamento impedendone il movimento e garantendo al contempo una certa elasticità alla struttura.

## Struttura
Le rotaie sono fissate, affiancate a coppia e parallele, sulle traverse, con un'inclinazione di 1/20 sul piano orizzontale, tramite chiavarde e caviglie; le traverse (in legno, acciaio o cemento) sono annegate nella massicciata, una struttura a sezione trapezoidale di altezza massima di circa 50 cm, composta da brecciame selezionato all'uopo, di dimensione in ogni direzione compresa tra i 25 e 60 mm per le linee ferroviarie e tra i 15 e 30 mm per le linee tranviarie o leggere. Lo scopo della massicciata è quello di ripartire uniformemente i carichi di esercizio dovuti anche al passaggio del treno sulla fondazione stradale in maniera tale da evitare i cedimenti strutturali e di garantire una base non cedevole al binario, grazie alle brecce (a spigoli vivi), le quali, a differenza dei ciottoli, incastrandosi tra loro, si assestano in modo stabile. Il fatto che il brecciame non sia vincolato, ma solo appoggiato, garantisce anche il drenaggio dell'acqua piovana.
Il complesso delle due rotaie e delle traversine viene definito binario, mentre l'intero insieme binario - traversine - strutture di ancoraggio viene definito armamento. Si definisce scartamento la distanza fra le tangenti dei bordi interni dei funghi delle rotaie, presa 14 mm al disotto del piano di rotolamento. Lo scartamento non è universale: nazioni diverse e sistemi ferroviari possono avere scartamenti diversi. In Italia lo scartamento dell'intera rete dello Stato è di 1435 mm, definito in sede internazionale come Scartamento Normale o Standard, ed è direttamente derivato dallo scartamento usato da George Stephenson (4' 8 1/2") per presentare al mondo la prima locomotiva.

## Le rotaie

Sezione di rotaie di vario tipo

Le rotaie sono l'elemento fondamentale di un binario. Di norma sono montate a coppie; tuttavia, in caso di tratte ferroviarie a doppio scartamento, possono essere montate in numero di 3 o 4 per binario. In qualche raro caso, come nella stazione di Volos in Grecia, sono state addirittura montate 4 rotaie per realizzare un binario a triplo scartamento di 600, 1000 e 1435 mm. Nella ferrovia leggera di guerra che collegava Romano d'Ezzelino (VI) con Valle Santa Felicita, le rotaie erano cinque: due per lo scartamento 750 mm per le locomotive a cremagliera, due con lo scartamento 600 mm, per i carri, oltre al binario della cremagliera.
Le rotaie odierne sono costruite di acciaio di buona qualità, e vengono spesso controllate con gli ultrasuoni per verificarne l'integrità. Prende il nome di Terza rotaia anche il profilato, non adibito alla circolazione ma alla fornitura di energia, montato a fianco dei binari in caso di trazione elettrica. In Italia la produzione di rotaie è effettuata nello stabilimento siderurgico di Piombino. 

### Storia
Nel mondo anglosassone si diffusero inizialmente dei binari in legno con una sottile copertura superiore in metallo, noti come strap-iron rails. La fragilità, la manutenzione necessaria e le scarse prestazioni li rendevano tuttavia preferibili solo nel caso in cui fosse necessario costruire rapidamente ed economicamente delle nuove tratte.

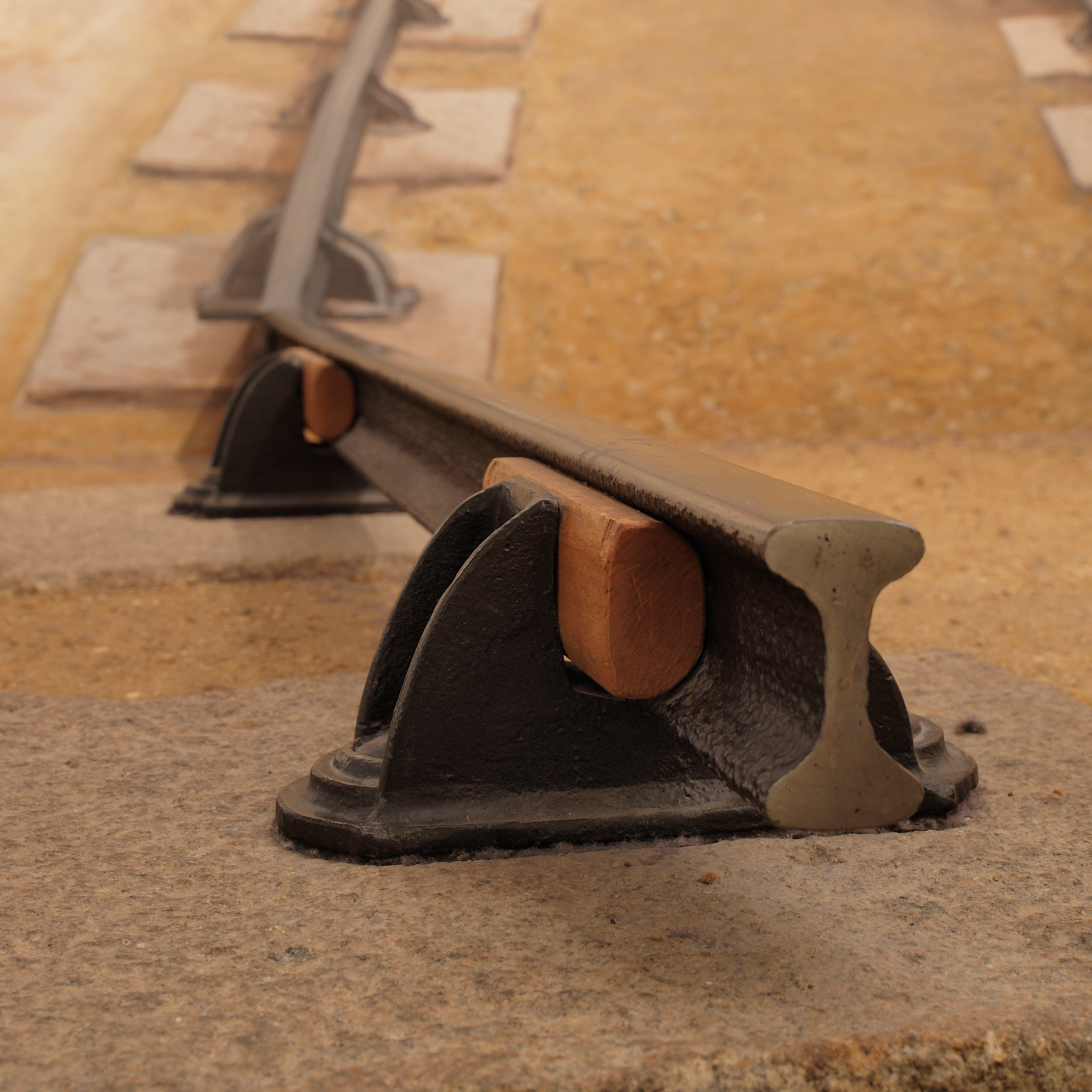
Rotaia a doppio fungo. Da notare il cuneo di legno duro di fissaggio

Le prime rotaie interamente metalliche erano in ghisa, cortissime (una iarda) e montate su grossi dadi di pietra annegati nel terreno. Poiché a causa della fragilità intrinseca della ghisa erano soggette a frequente rottura, vennero presto prodotte in ferro, meno facile a rompersi ma più soggetto ad usura. Con tale metodologia furono costruite anche la Ferrovia Napoli-Portici e la Milano-Monza. In seguito, allo scopo di limitare le frequenti spese di sostituzione, si iniziò a produrre barre di rotaia a doppio fungo montate per mezzo di cunei di legno duro entro apposite piastre di fissaggio a loro volta fissate su traversine di legno. Quando si usurava il fungo superiore venivano ribaltate e rimontate.
In Italia le Officine Ferroviarie di Pontassieve nacquero proprio per produrre tali cunei di legno duro, dato che la Società per le strade ferrate romane usava binari a doppio fungo. Il sistema a doppio fungo, tuttavia, si rivelò solo apparentemente più economico, in quanto in realtà era macchinoso nel montaggio e richiedeva frequenti riaggiustamenti dei cunei di fissaggio: presto entrarono così in circolazione e si affermarono le nuove rotaie a profilo Vignoles. 

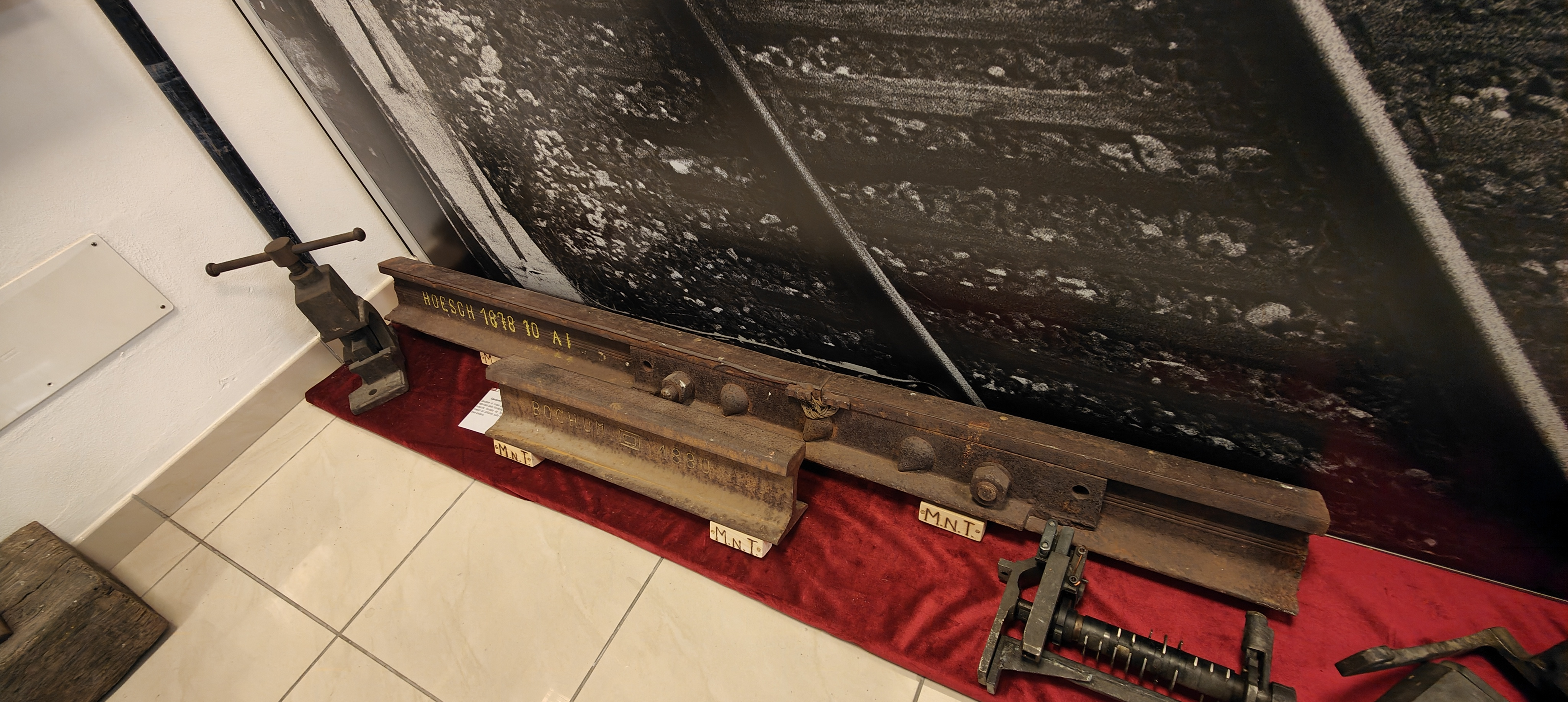
Binari ferroviari Bochum epoca 1880 e dell'acciaieria Hoesch del 1878 (Museo dei Trasporti presso Taggia-Arma)

Fino agli inizi del Novecento le rotaie, in ferro, si deformavano con relativa facilità, e difficilmente potevano reggere velocità superiori ai 100 km/h. Oggi, con l'utilizzo di acciai sempre migliori, si possono realizzare binari speciali in grado di reggere anche velocità di oltre 500 km/h con treni pesanti. A seconda della destinazione d'uso dei binari cambiano i tipi di acciaio di cui sono fatte le rotaie che lo compongono, le loro dimensioni e di conseguenza il peso e la velocità massima ammissibile dei mezzi in passaggio.

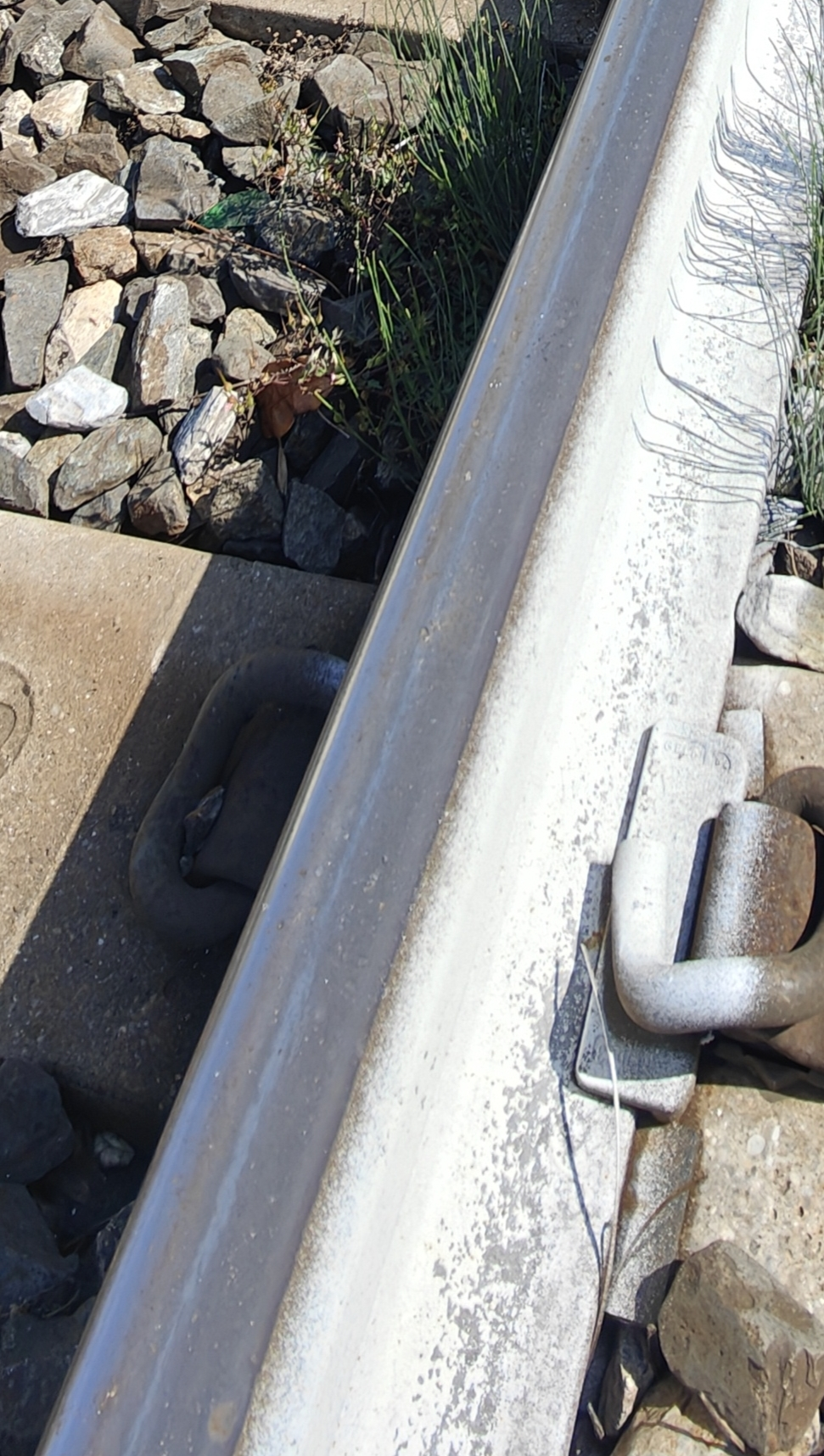
Particolare del piano di rotolamento di un 60 UNI sul quale scorrono le sale montate

### Caratteristiche
Le rotaie riportano l'indicazione delle proprie caratteristiche. Il primo numero che precede la dicitura "UNI" indica il peso a metro della rotaia. A tale numero e la successiva sigla di norma UNI corrisponde la forma del profilo della rotaia e le caratteristiche del materiale; tale norma soddisfa le condizioni del sistema di classificazione UIC. La rotaia ha impressa nello stelo, o riportata con linea di saldatura, l'indicazione del nome o la sigla del produttore, l'anno di produzione, la classificazione UIC e, con una freccia o con due tratti longitudinali di diversa lunghezza, la direzione di laminazione, dove la sporgenza della più lunga indica la direzione.

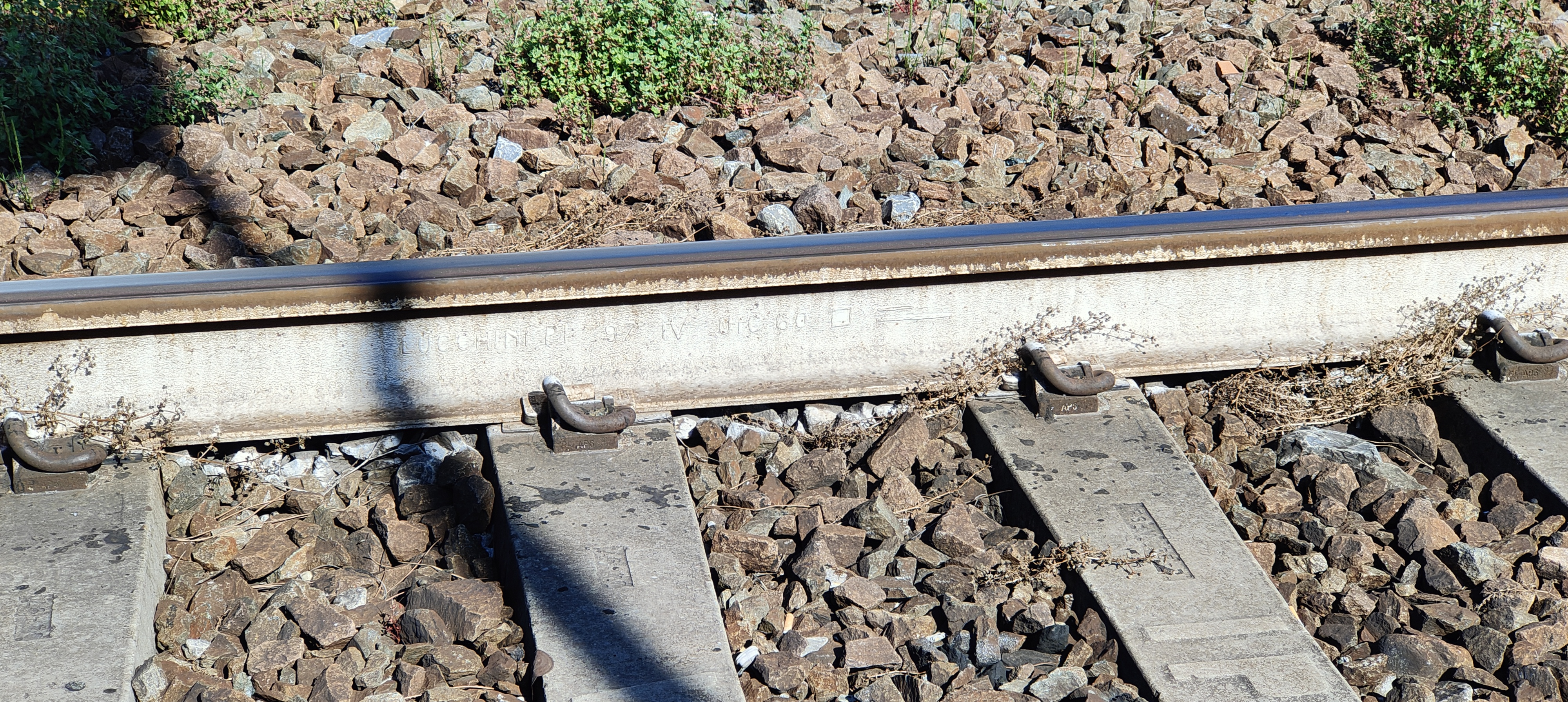
Visione interna di una rotaia 60 UNI RFI

In Italia le rotaie sono fabbricate in lunghezze diverse a seconda del tipo UNI. Si hanno perciò le seguenti lunghezze:
- 21 UNI: 12 m;
- 27 UNI: 12, 15, 18 m;
- 30 UNI: 12, 15, 18 m;
- 36 UNI: 12, 15, 18 m;
- 46 UNI: 12, 18, 36 m;
- 50 UNI: 18, 36 m;
- 60 UNI: 36, 108 m.

Negli Stati Uniti d'America le norme sono differenti, per cui si possono trovare (ad esempio) rotaie da 57 kg/m, 66 kg/m, 67 kg/m, 69 kg/m; si tenga presente che in questo caso le masse sono espresse secondo il sistema imperiale, quindi i pesi precedenti possono essere indicati come 115, 133, 136 o 140 libbre per iarda.
Mentre il sistema normativo UIC-UNI segue una ristretta successione dimensionale normale (serie di Rénard), secondo una "ragione logica" per le caratteristiche di peso, e quindi geometriche e meccaniche, il sistema americano codifica lo stato di fatto dei produttori (in questo caso di rotaie); a loro volta i tipi di rotaie sono raccolte in Classi, le classi prevedono diversi tipi di utilizzo, legate alle tecnologie gestionali delle linee.

### Collegamento delle rotaie

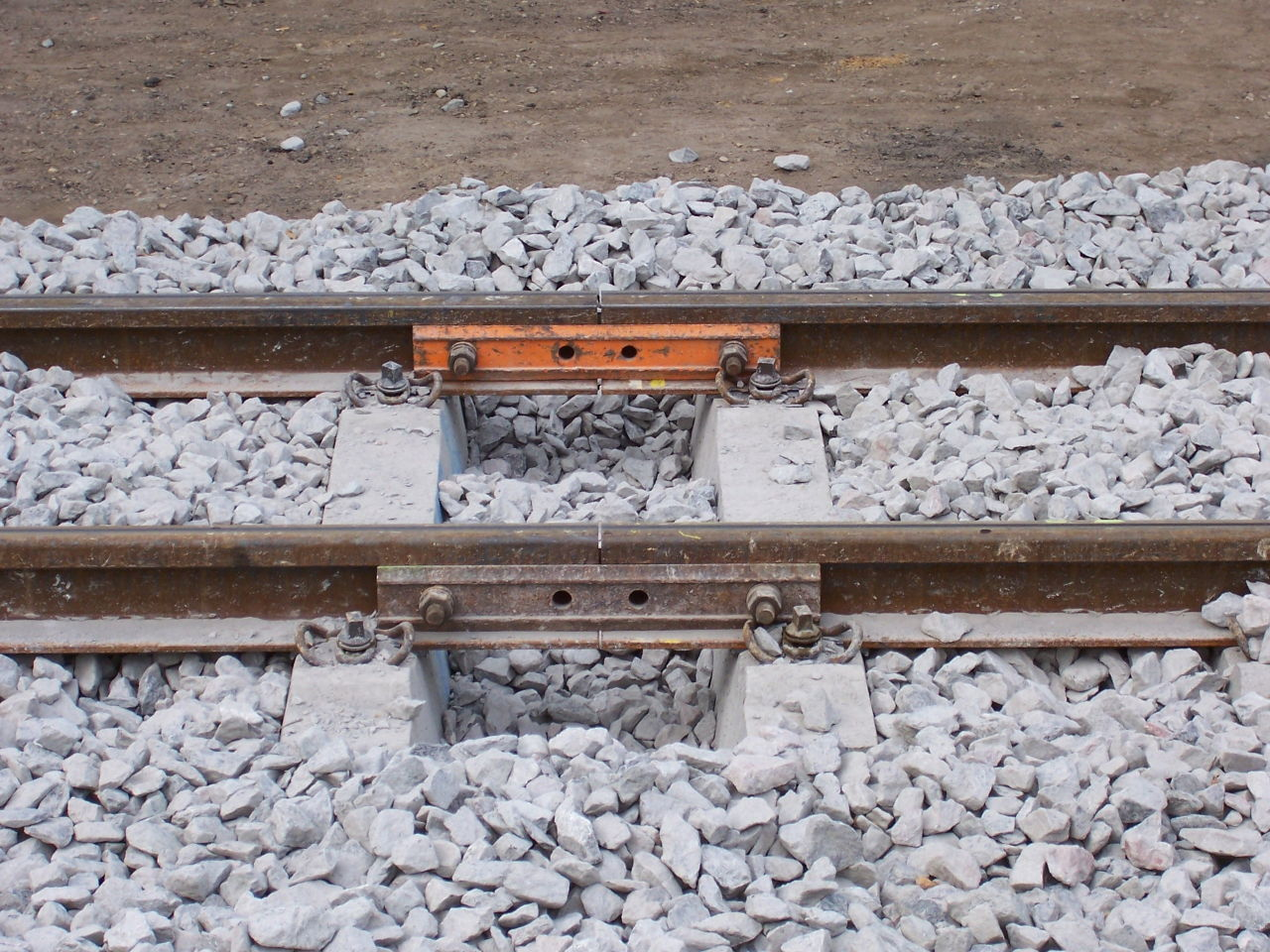
Giunzione delle rotaie

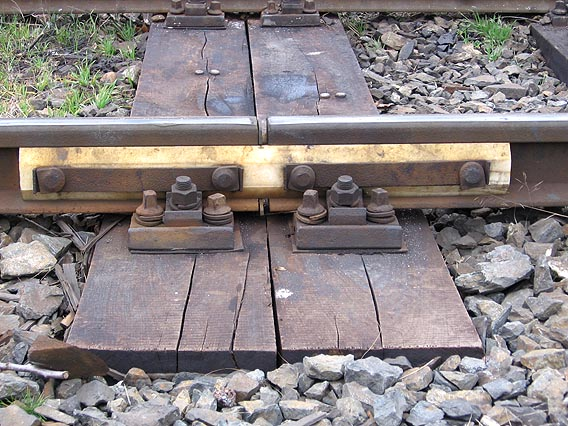
Giunzione isolata per circuiti elettrici di binario

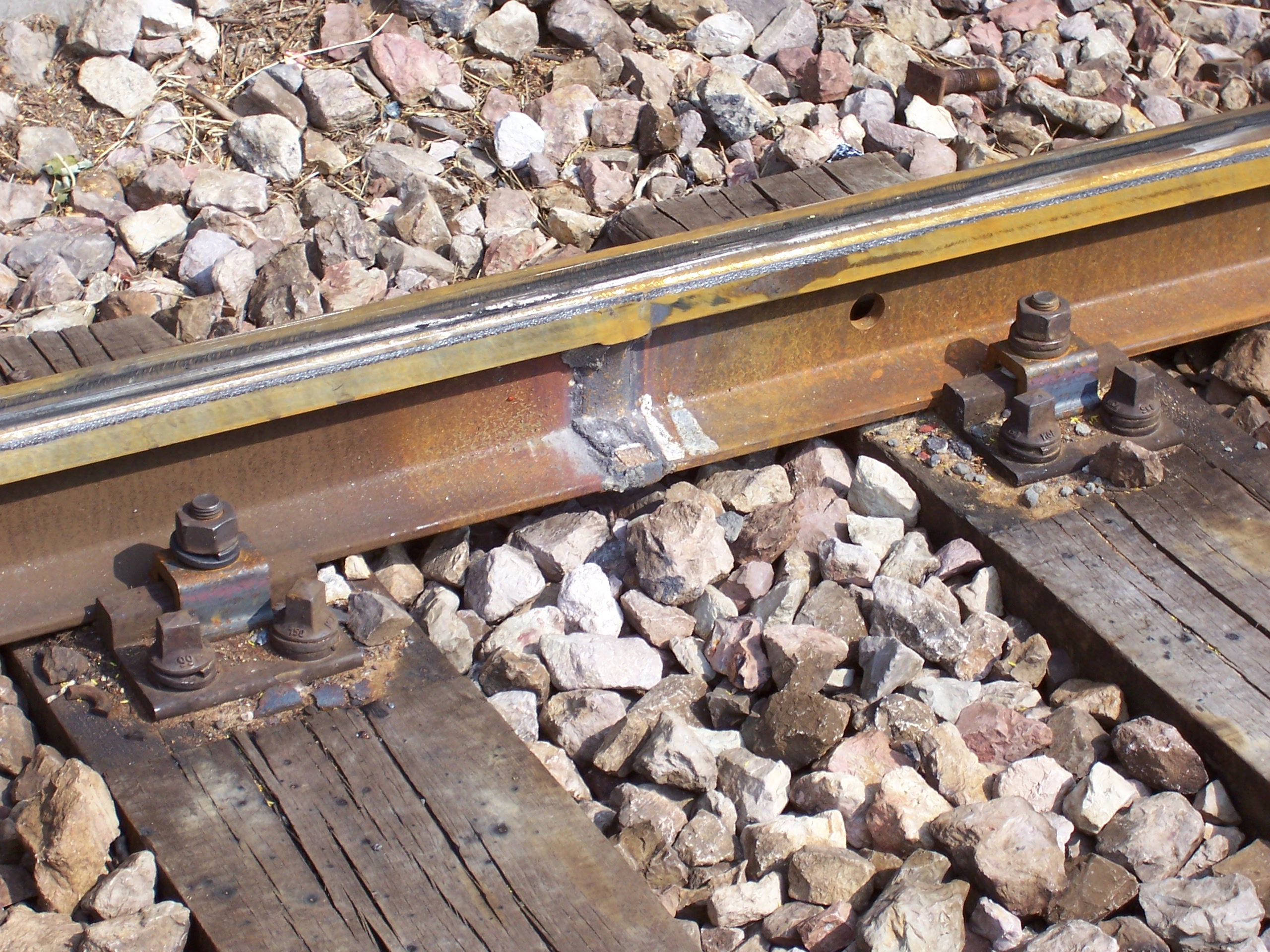
Rotaie unite in saldatura continua

I metodi di giunzione delle rotaie hanno subito una lunga evoluzione. Il metodo più semplice, molto usato in passato, prevede l'uso di piastre metalliche con 4 fori dette stecche di giunzione, poste a coppie lateralmente sul gambo delle 2 rotaie da unire e imbullonate mediante chiavarde di giunzione. Nella costruzione dei binari si lascia volontariamente qualche millimetro tra un elemento e l'altro, per permettere al metallo di espandersi quando riscaldato dal sole senza generare sforzi interni o deformare la traccia. Le piastre di fissaggio sono per questo dotate di fori leggermente ovali, per permettere l'adattamento a queste variazioni termiche. La giuntatura avveniva in passato nello stesso punto per ambedue i binari seguendo il modello inglese. In seguito si è passati al metodo americano di giuntarli sfalsati. Il primo metodo aveva la caratteristica di indurre un certo galoppamento dei rotabili in transito, dato che il punto di giunzione tendeva ad abbassarsi, il secondo invece rendeva più stabile al transito tale punto critico (essendocene uno per volta), ma induceva in cambio un vero e proprio ondeggiamento lungo la marcia.
Con questi tipi di fissaggio sui punti di giunzione si creano comunque fastidiose vibrazioni e scossoni e rappresentano un punto di debolezza meccanica della rotaia. Oggi questo metodo viene utilizzato solo per costruzioni di linee e raccordi in grande economia, o mantenuto per forza maggiore su linee di vecchia costruzione.
Attualmente il metodo preferito è quello della saldatura alluminotermica che forma un sistema complesso definito lunga rotaia saldata.
Le lunghe rotaie saldate sono rotaie di lunghezza tale che la loro parte centrale non subisce movimenti per dilatazione o ritiro dovuti alle escursioni di temperatura giornaliere o stagionali; ciò è ottenuto con un forte serraggio degli organi di attacco delle rotaie alle traverse e per l'attrito delle traverse sulla massicciata. Sulle linee di RFI S.p.A. lunghezze di 150 m, per rotaie 50 UNI, e di 200 m, per rotaie 60 UNI, sono le minime per le quali si può ritenere che la parte centrale non risenta dell'effetto delle escursioni termiche. Di conseguenza si considerano lunghe rotaie saldate quelle superiori a tale misura. Le lunghe rotaie saldate in uso sulla rete nazionale sono costituite da un certo numero di sezioni contigue, lunghe ognuna 864 m, composte rispettivamente da 24 o 36 rotaie da 36 m o 24 m, saldate alluminotermicamente. Le sezioni di 864 m vengono saldate tra loro e serrate definitivamente alle traverse alla temperatura di regolazione delle tensioni interne, che per la rete nazionale è di 30 °C e corrisponde alla temperatura media fra una massima sul piano del ferro (piano immaginario che passa per le tangenti dei funghi delle rotaie) di 60 °C e una minima di −10 °C, alla qual media si aggiungono 5 °C. Le lunghe rotaie saldate sulla rete nazionale hanno sviluppi anche di alcuni chilometri; alle loro estremità si montano particolari giunti di dilatazione che hanno lo scopo di compensare senza soluzione di continuità la dilatazione delle rotaie contigue.
Questo tipo di binari, seppur più costoso, è notevolmente più semplice da manutenere grazie anche alle traversine in cemento e all'abbondante uso di pietrisco. Quando è necessario sostituire una parte di binario, tagliandola e saldandone una nuova, i due monconi adiacenti vengono riscaldati e bloccati alle traversine per fare in modo che con le variazioni climatiche non ci siano deformazioni.

## Le traverse
Le traverse o traversine sono il secondo elemento essenziale del binario: hanno infatti sia la funzione di mantenere preciso lo scartamento che quella di scaricare sulla loro più ampia superficie di contatto con il suolo il peso dei rotabili che vi transitano sopra.

### Sistemi di fissaggio alle traverse

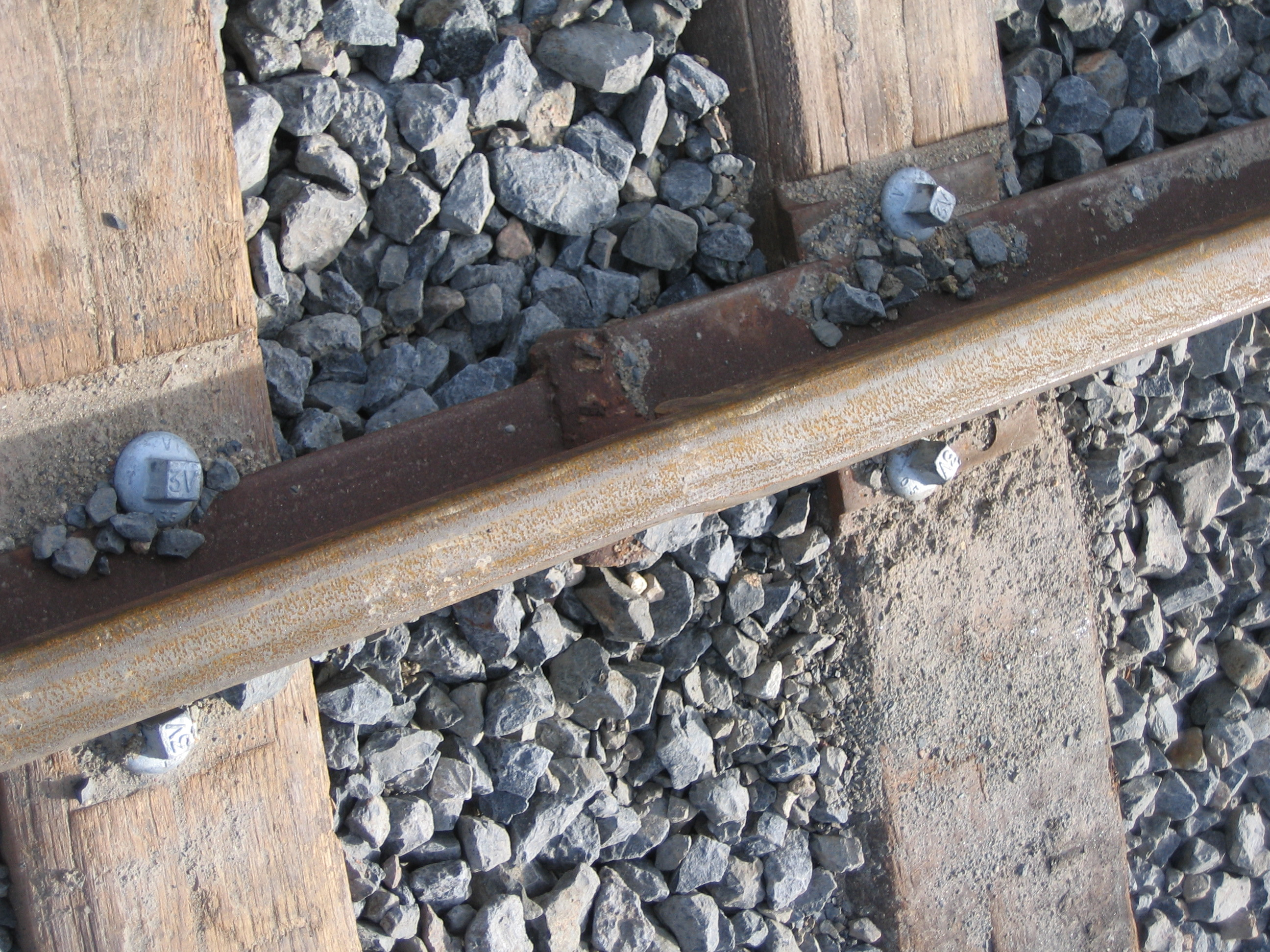
Attacco semplice con vite e piastra guida

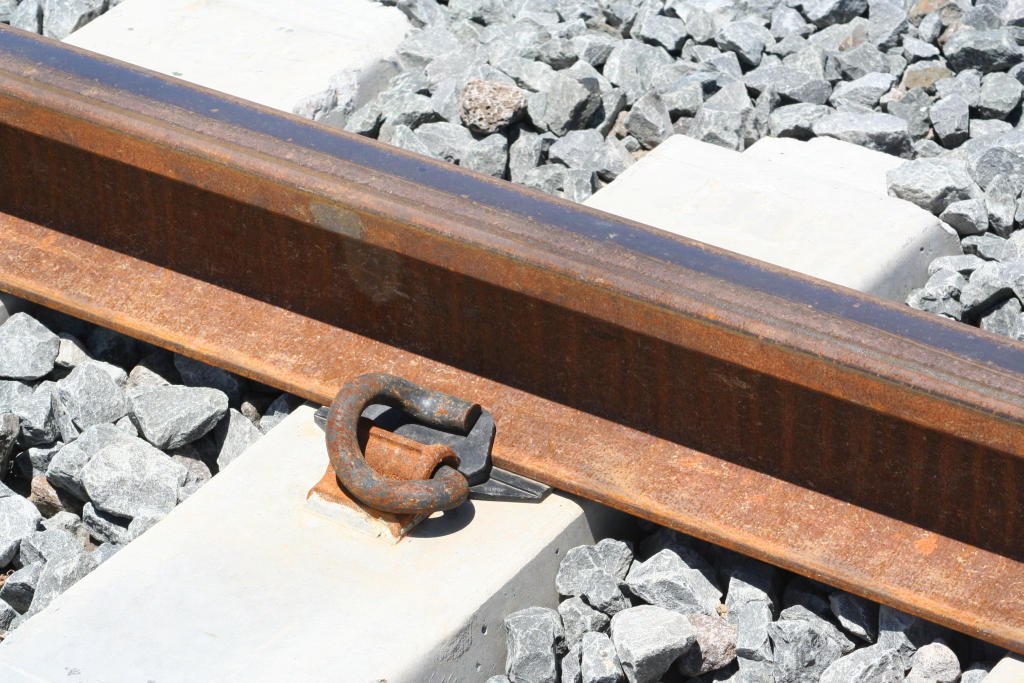
Attacco delle rotaie di tipo elastico "Pandrol e-Clip"

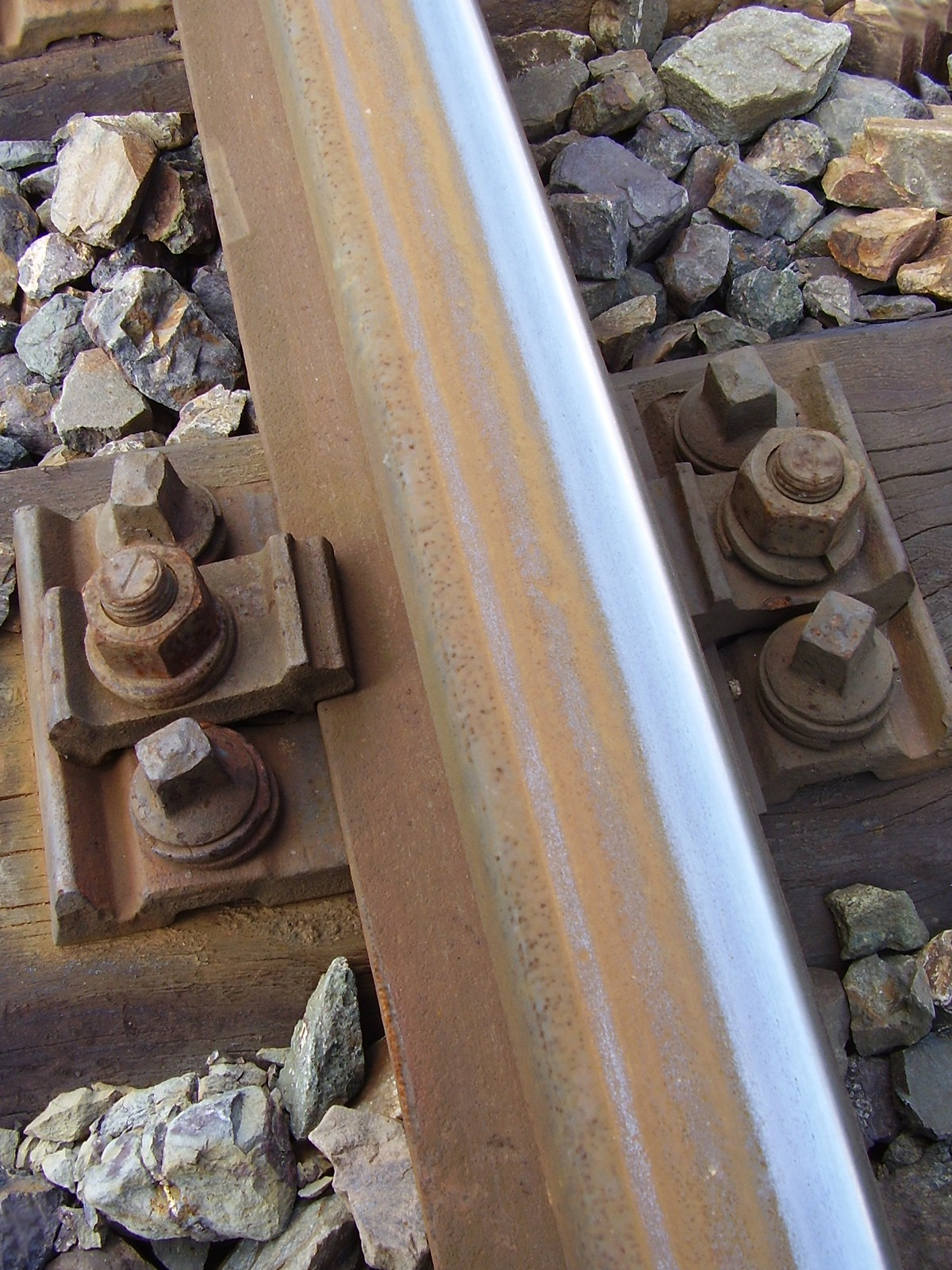
Attacco indiretto con bullone e piastrina

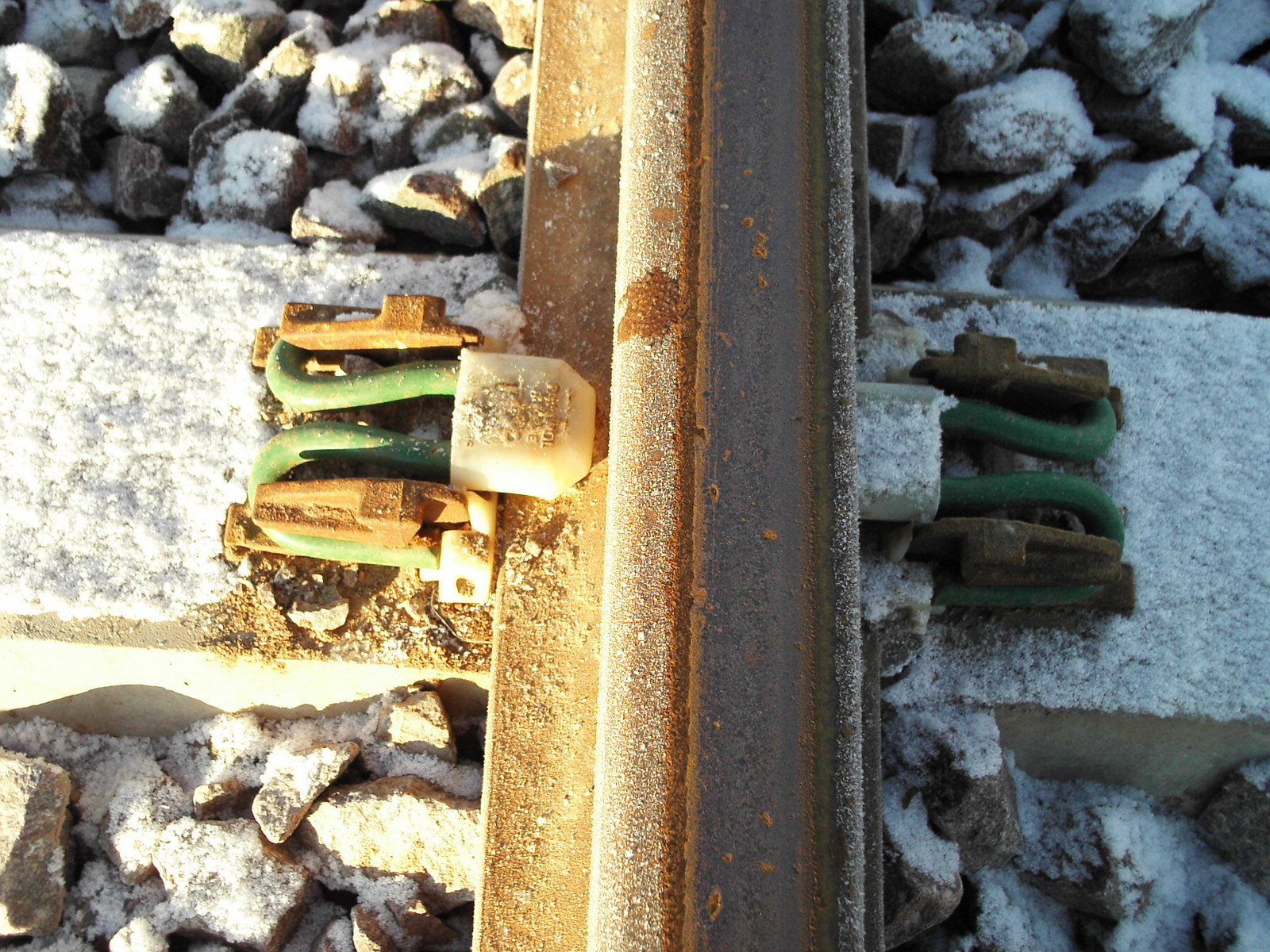
Attacco delle rotaie di tipo elastico "Pandrol Fastening-Fc"

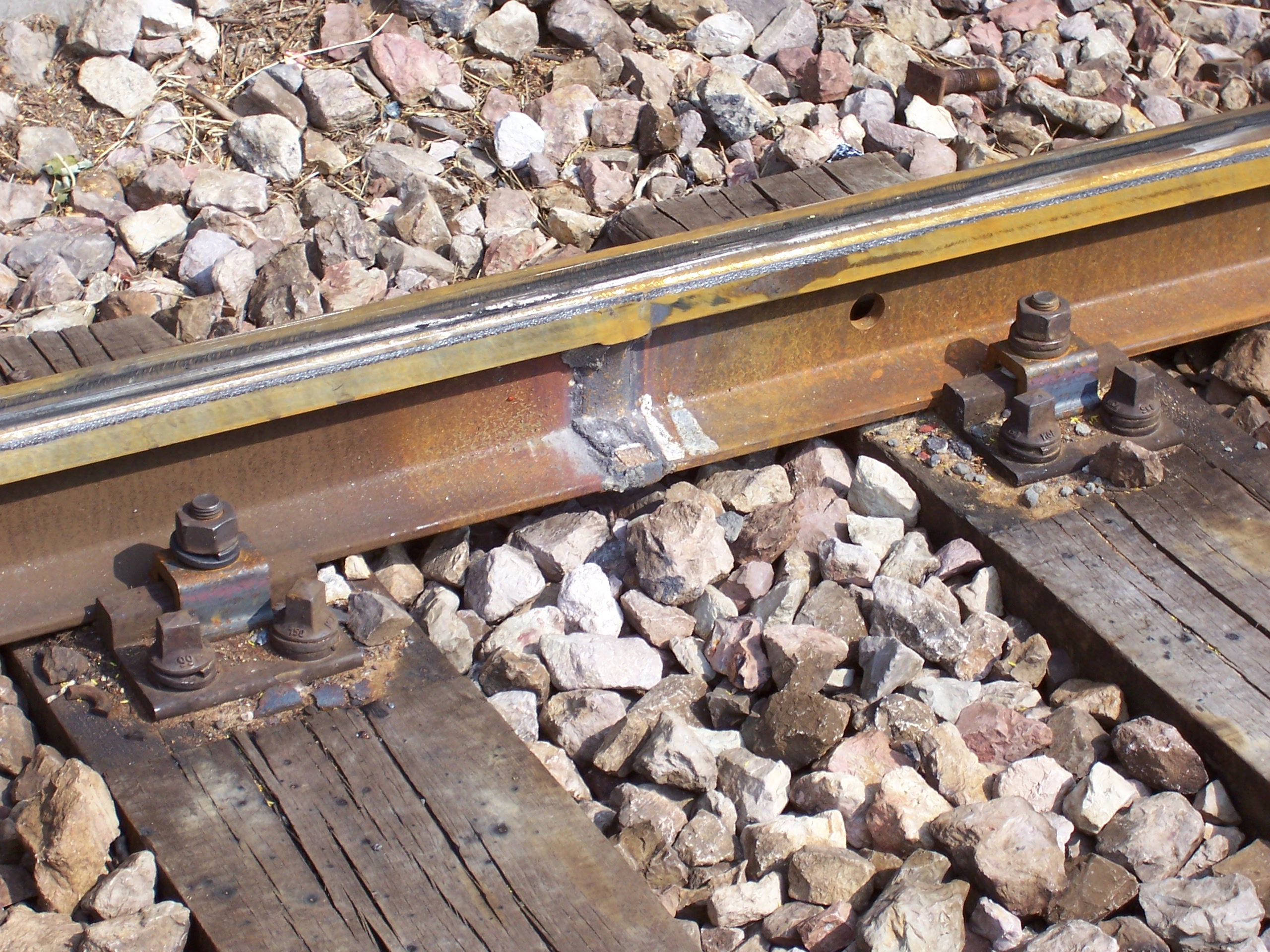
Attacco indiretto a piastra di guida e bulloni di tipo più moderno, adatto a velocità e peso assiale maggiori del tipo precedente

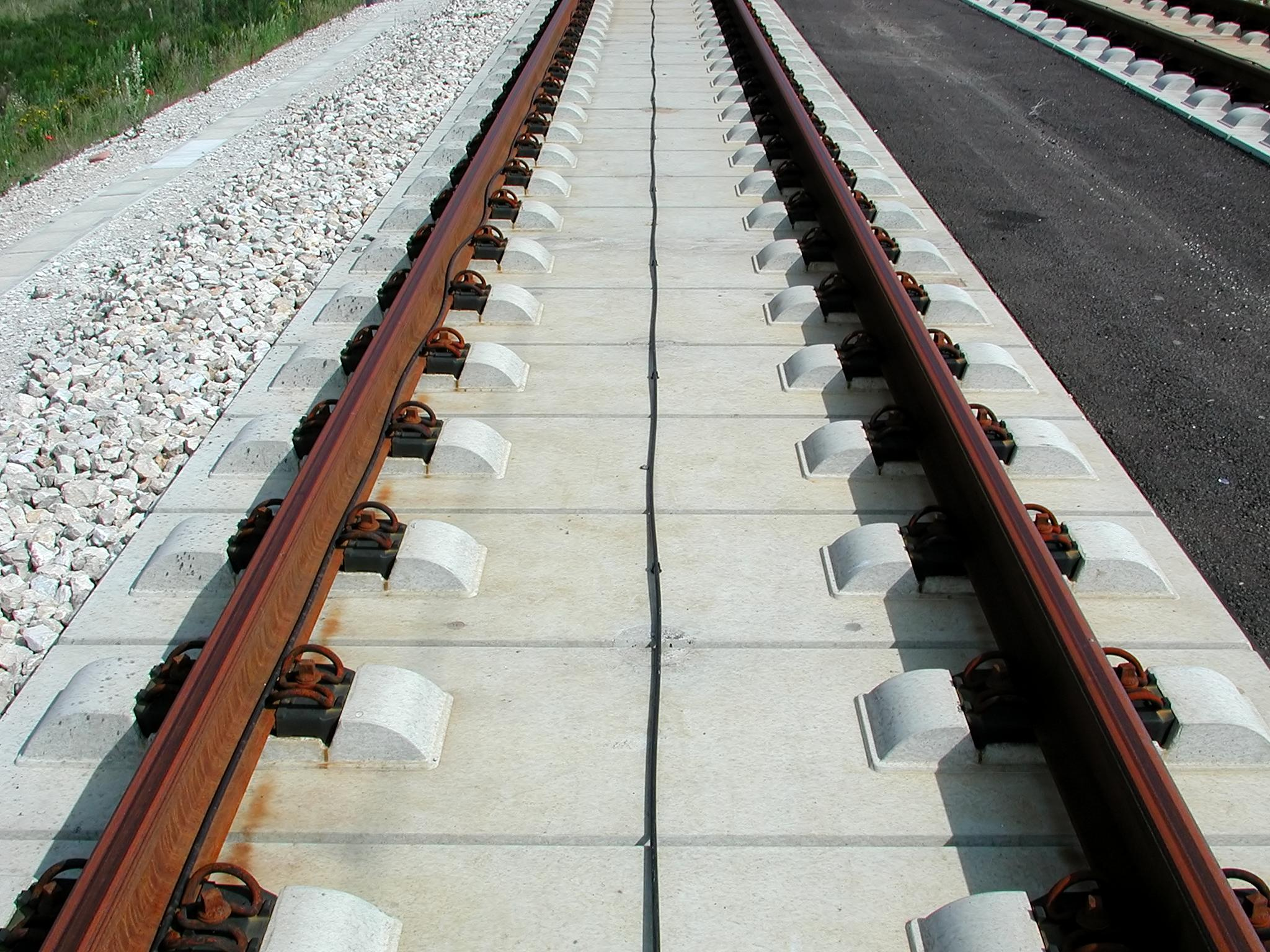
Attacco delle rotaie di tipo elastico "Vossloh Tension Clamp"

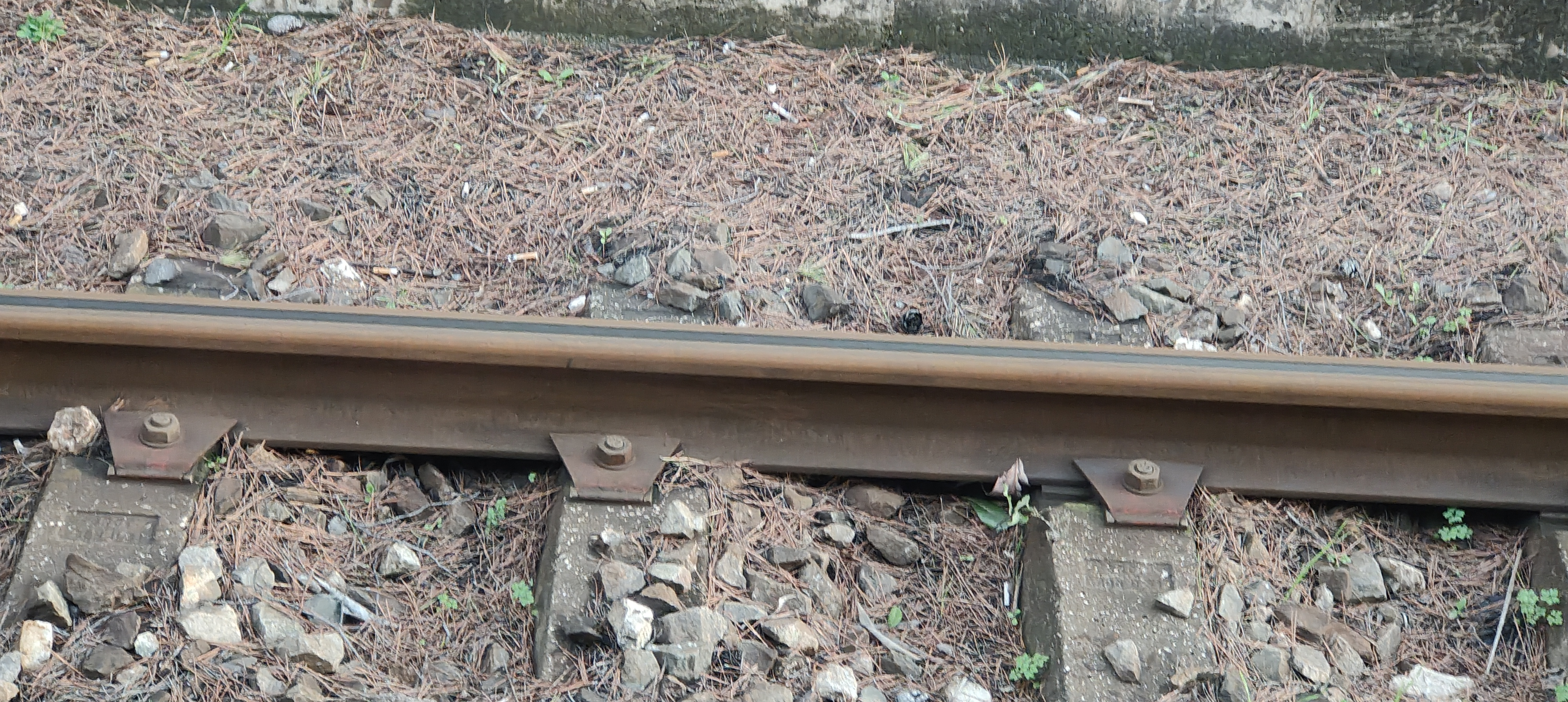
Attacco tipo Nabla in uso su linee (non alta velocità) SNCF, la piastra viene deformata dal dado di estremità avvitato sulla chiavarda

Ci sono diversi modi per fissare la rotaia alle traversine ed in parte vengono determinati dal tipo di rotaia.
Il metodo tradizionale inglese, nella prima metà del XIX secolo quando era diffuso un tipo di rotaia a doppio fungo (con profili sostanzialmente simmetrici spessi sopra e sotto), prevedeva il fissaggio della rotaia con cunei di legno in appositi alloggiamenti sulla traversina. Questo tipo di rotaia, a "testa di toro", una volta consumata sul lato superiore poteva essere smontata e rimontata invertita, allungandone la vita e rendendo più semplici le riparazioni. Per contro la stabilità era minore in virtù della base ridotta e richiedeva una frequente messa in sesto dei blocchi di legno.
Oggi questo tipo di tecnica è stata abbandonata in favore del binario a base piatta, introdotto negli Stati Uniti e diventato standard mondiale: la parte inferiore è più sottile e più larga e dà più stabilità al binario rendendo al contempo più facile il fissaggio. Le rotaie agli inizi vennero fissate per mezzo di grossi chiodi, direttamente sul legno. In seguito, data l'instabilità di tale fissaggio, si passò all'uso di grosse viti con testa quadrata che venivano avvitate direttamente alla traversina previa interposizione di una piastra di ferro con due fori. Il passo evolutivo successivo portò al perfezionamento sdoppiando la funzione di fissaggio della piastra sul legno da quella di fissaggio mediante bulloni e dadi della rotaia alla piastra.
Il sistema ha subito un ulteriore perfezionamento volto a dare una certa elasticità all'attacco e una semplificazione per l'uso con metodi meccanizzati di assemblaggio o manutenzione dei binari. Al 2014, usato più frequentemente, è il sistema Pandrol, che si presenta come una specie di grossa graffetta metallica, ritorta e sagomata, composta da una barra d'acciaio cilindrica da 10 mm di diametro piegata su se stessa per agganciare la base della rotaia alla piastra di fissaggio già montata sulla traversina.
Oggi le traversine, realizzate in cemento armato, sono assemblate con inserti in gomma per smorzare le vibrazioni tra la rotaia, la piastra di attacco ed il suolo.

### Materiali alternativi
Nel 2015, la start-up palermitana Greenrail ha presentato all'esposizione Ecomondo di Rimini una nuova tipologia di traversine ferroviarie realizzate in calcestruzzo armato precompresso rivestito con plastica riciclata e polverino di pneumatici fuori uso (PFU), e testate per la prima volta a Settembre 2018 lungo la Ferrovia Sassuolo-Reggio Emilia.
L'azienda dichiara che 1.670 traversine permettono di costruire 1 km di strada ferrata, con una vita utile di 50 anni (contro i 30-40 delle tradizionali traverse in calcestruzzo), di abbattere i costi di manutenzione di 2-2.5 volte, di abbattere vibrazioni e rumorosità, recuperare di 35 tonnellate di pneumatici fuori uso e 35 tonnellate di plastica, capace di sviluppare annualmente fino a 35 MWh a chilometro di energia elettrica rinnovabile, "mediante sistemi piezoelettrici o moduli fotovoltaici polimerici" che sfruttano la compressione e le vibrazioni generate al passaggio del treno. I binari integrano un modulo per la trasmissione dati per la diagnostica in tempo reale, manutenzione predittiva, sicurezza e telecomunicazioni (modulo LinkBox).

L'azienda è risultata tra i vincitori del premio SeedLab 2015.

## Costruzione
Fino a tempi relativamente recenti il montaggio di un binario era un'operazione essenzialmente manuale, faticosa e impegnativa. Le traversine venivano poste sullo strato di pietrisco livellato una dietro l'altra a distanze prefissate tra 60 e 80 cm. Su di esse veniva posata la barra di rotaia e una squadra di operai provvedeva ad avvitare i sistemi di fissaggio il lavoro si ripeteva barra per barra fino a raggiungere la lunghezza voluta. Le barre venivano poi giuntate, allineate e ancorate col pietrisco. A partire dal secondo dopoguerra sono state costruite macchine per il controllo meccanizzato dell'allineamento e della geometria del binario appena montato correggendone l'assetto e il livello. In seguito sono stati sviluppati veri e propri treni di macchine operatrici che provvedono ad effettuare tutte le operazioni in maniera veloce ed interamente automatica.
Nel 2023 la China Communications Construction Company ha iniziato a realizzare la tratta che collega Port Klang a Kelantan mediante una tecnica proprietaria di posa semi-automatica di 1.5 km di binari al giorno, che utilizza il GPS con una precisione di 10 mm.

## Manutenzione, controllo, dilatazione termica
La manutenzione della linea oggi è un'operazione altamente automatizzata e deve essere più frequente con l'aumentare delle velocità di passaggio. La posa e la manutenzione dei binari non viene più realizzata a mano da squadre di operai ma si usano macchine speciali, in grado di preparare il terreno, posare le rotaie, o rimuoverle in modo semiautomatico.
Lavori di manutenzione ordinaria includono la reintegrazione della massicciata, lo spargimento di diserbanti o il controllo della linea. Tutte queste operazioni sono oggi svolte da attrezzature e mezzi speciali o addirittura da appositi convogli ferroviari.
In particolare la verniciatura bianca dei binari serve per contrastare la dilatazione termica (fenomeno noto come sun kink) che avviene per le alte temperature estive. Questo viene sperimentato anche da altre amministrazioni ferroviarie. 
Da oltre 10 anni Rete Ferroviaria Italiana ha avviato la pratica di verniciare i gambi della rotaia (ovviamente non il piano di rotolamento), questo riduce di 3°C la temperatura del binario trattato con vernice tradizionale e con quella isolante bianca anche da 7 a 10°C.
Il trattamento richiede varie applicazioni durante l'anno causa sporcizia. Esistono appositi macchinari per questo uso, gli stessi che oltre ai diserbanti puliscono i cartelli e segnali nelle gallerie.

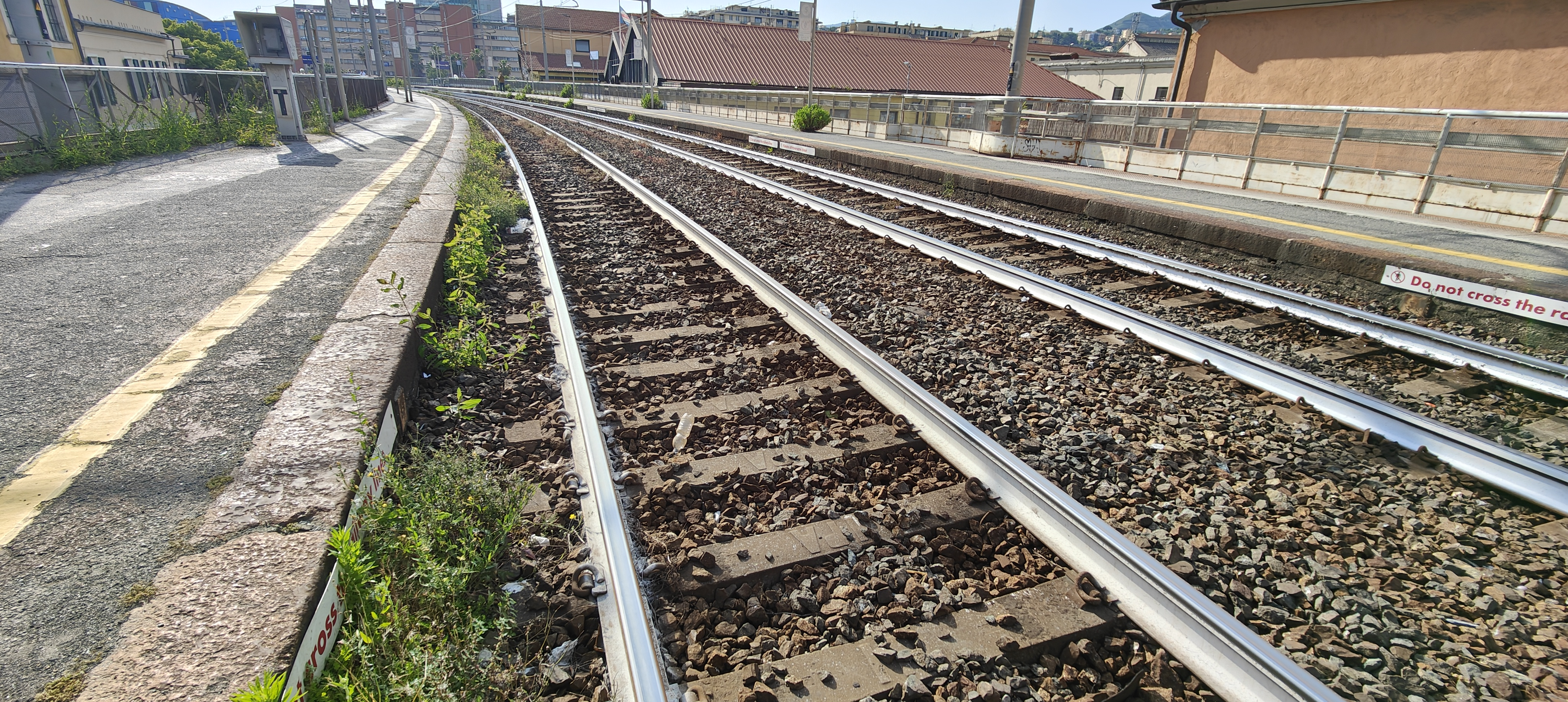
Binari RFI con gambi verniciati per contrastare la dilatazione termica del binario dovuta alle alte temperature estive

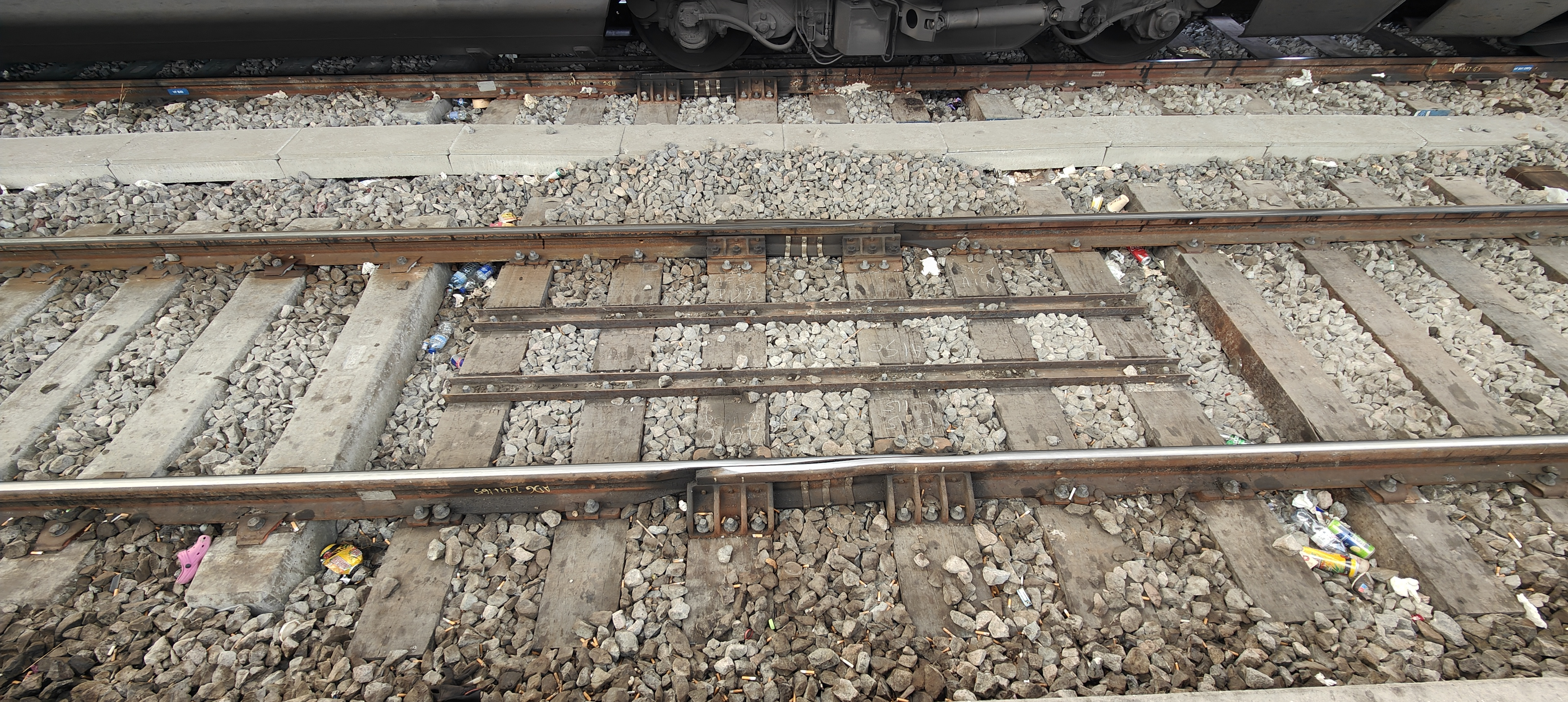
Esempio di giunto di dilatazione (Dispositiv de dilatation) presso Nizza

Le lunghe rotaie saldate assorbono le sollecitazioni legate alle temperature per questo motivo sono fissate a traversine e incuneate a zavorre in quantità calcolata. Quando la temperatura dell'aria misura 37⁰C sulla rotaia batte una temperatura di 55⁰C. Nel 2017 la rete SNCF è stata dotata di 500 sensori che si attivano alla diagnostica mediante Wi-Fi. Se la temperatura è eccessiva scatta il rallentamento dei convogli. Sono in uso presso le ferrovie francesi, spagnole tedesche, svizzere tipi di binari che consentono una tolleranza di movimento delle rotaie in totale sicurezza senza danneggiare la superficie di scorrimento e compromettere il passaggio del treno. Vengono installate su tratte in cui non si passa ad elevata velocità. Questo tipo di binari vengono monitorati soprattutto da maggio a settembre. I binari si assottigliano nella parte finale (come si vede nella foto sopra) venendo a fare combaciare subito gli aghi finali con la parte iniziale dell'altro binario non perdendo lo spessore necessario (e la robustezza) per fare scorrere le sale montate. 
Presso la rete ferroviaria italiana esistono poi anche diverse vetture o treni diagnostici. Quelli attualmente in uso sono: Treno Misure Archimede (treno diagnostico realizzato dalla collaborazione tra RFI e MER MEC che è in grado di misurare oltre 200 parametri infrastrutturali, quali geometria, correnti codificate, tensione e spessore della linea di contatto), la vettura Talete (specializzata per parametri d'armamento: geometria e profilo delle rotaie), la vettura Aldebaran (per i rilievi della linea di contatto) e il treno Galileo (per i rilievi ad ultrasuoni delle rotaie). Ancora molto utilizzate nelle linee secondarie o a traffico meno intenso i carrelli PV6 e PV7 con i quali Rfi può disporre ulteriori controlli dei parametri di geometria del binario (scartamento, allineamento, liv. longitudinale, sghembo e sopraelevazione)

## Classificazioni

### UIC
In Europa le dimensioni e i requisiti dei binari sono classificati da normative della UIC. In Italia esiste un'apposita normativa UNI, la UNI3141, che codifica il profilo della sezione trasversale della rotaia, l'area relativa, i momenti d'inerzia e i moduli di resistenza rispetto all'asse di simmetria ed all'asse neutro ad esso perpendicolare, che non si discosta molto da quella europea, e si considera con questa integrabile. La codifica UNI distingue 7 tipi principali:
- 21 UNI avente massa di 21,737 kg/m;
- 27 UNI avente massa di 27,350 kg/m;
- 30 UNI avente massa di 30,152 kg/m;
- 36 UNI avente massa di 36,188 kg/m;
- 46 UNI avente massa di 46,786 kg/m;
- 50 UNI avente massa di 49,850 kg/m;
- 60 UNI avente massa di 60,340 kg/m.

I tipi più usati sono il 36 UNI ed il 50 UNI per linee tranviarie e metropolitane e il 60 UNI per linee ferroviarie principali. Oggi, su tutte le nuove linee e per il rinnovo di quelle esistenti, si utilizzano le (UNI) UIC-60. Il profilo delle rotaie presenti sull'intera rete nazionale è definito Vignoles.
Esistono altri tipi di rotaia utilizzati all'interno di stabilimenti industriali e porti per i carro-ponte (rotaia Burbach), definite in sede internazionale dalla norma DIN 536, o nelle ferrovie da cantiere o da miniera (ferrovie Decauville) definite in sede internazionale dalla norma DIN 5901.

### Classificazione statunitense
Negli Stati Uniti la Federal Railroad Administration ha sviluppato un sistema di classificazione delle tratte, per l'applicazione di limiti di velocità o di servizio.
- Linea chiusa: utilizzabile solo per treni merci, a non più di 10 miglia/ora. Non possono transitare più di 5 carri alla volta di materiale pericoloso.
- Classe 1: utilizzabile per treni passeggeri, limitati a 15 miglia/ora. I merci mantengono la limitazione precedente.
- Classe 2: utilizzabile per treni passeggeri fino a 30 miglia/ora, e fino a 25 per merci.
- Classe 3: utilizzabile per treni passeggeri fino a 60 miglia/ora e 40 per i merci.
- Classe 4: il tipo più diffuso; fino a 80 miglia/ora per i treni passeggeri, e 60 per i merci,
- Classe 5: 90 miglia/ora per i treni passeggeri, e 80 per i merci.
- Classe 6: limite unico di 110 miglia/h
- Classe 7: limite unico di 125 miglia/h.
- Classe 8: limite unico di 160 miglia/h.

Questi ultimi due tipi di binario sono prevalentemente nell'area nord-est degli USA, dove presta servizio l'Acela Express.
La Classe 9, con limite a 200 miglia/h, è prevista ma non ancora esistente.